# Districts du canton de Berne

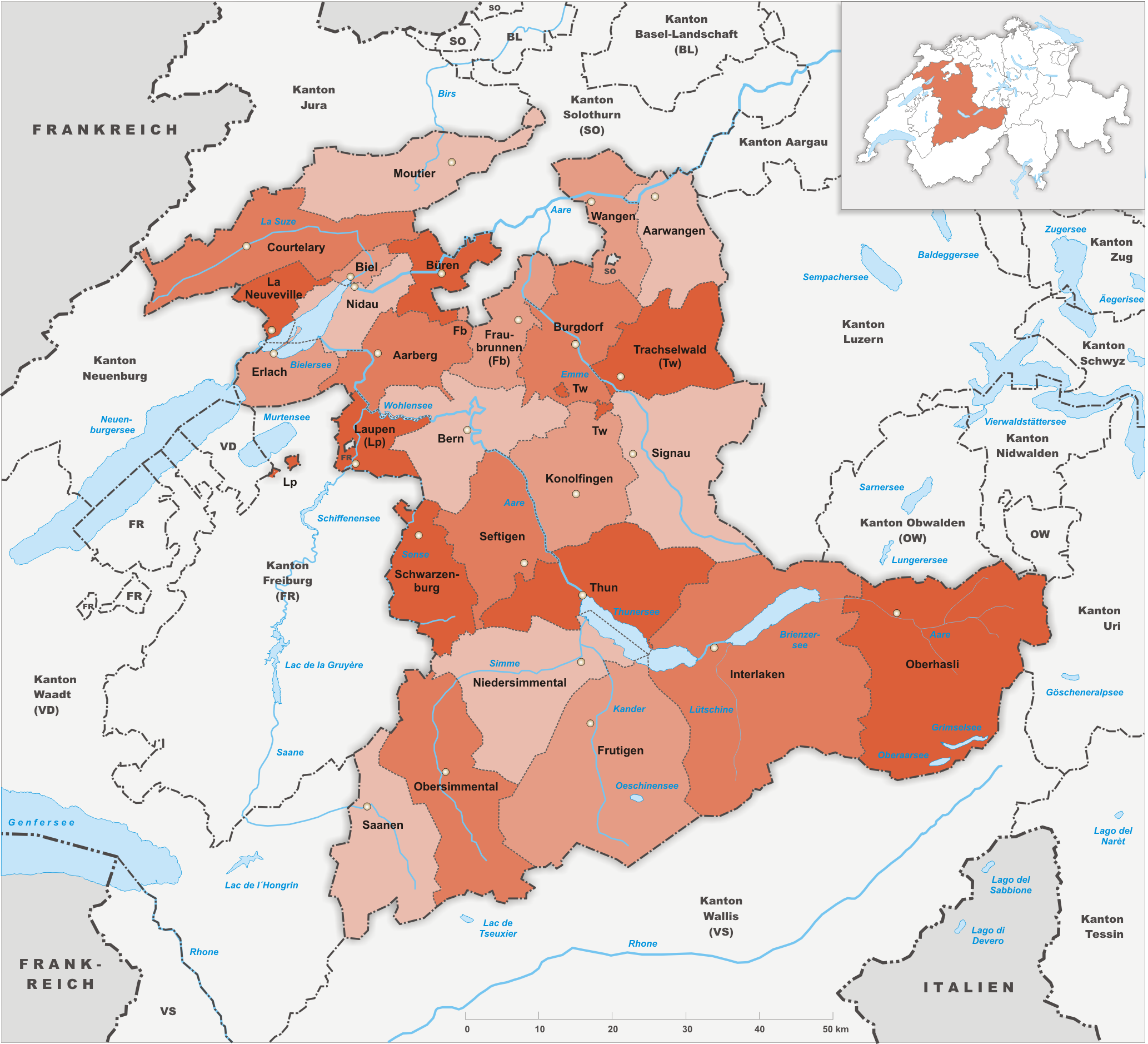
Carte du canton de Berne présentant sa division en districts.

Cet article présente une liste des districts du canton de Berne.
À partir du 1er janvier 2010, les districts bernois ont été maintenus par l'article 38 de la Loi sur l'organisation du Conseil-exécutif et de l'administration (Loi d'organisation, LOCA) mais la décentralisation de l'administration cantonale est désormais assumée par 10 arrondissements administratifs (article 39 de la LOCA). À ce titre, la votation cantonale du 24 septembre 2006 portant sur la réforme de l’administration cantonale décentralisée maintient clairement la coexistence des districts à l'article 3 alinéa 2 de la Constitution cantonale bernoise.
Si les districts ont perdu le pouvoir politique et administratif au profit des nouveaux arrondissements administratifs créés en 2010, ils délimitent, par exemple dans le Jura bernois, les trois circonscriptions électorales pour l'élection au Conseil du Jura bernois.

## Liste
En décembre 2008, le canton de Berne compte 26 districts (Amtsbezirk en allemand, Amtsbezirke au pluriel), qui portent en général le nom de leur chef-lieu. 22 ont l'allemand pour langue officielle, 3 le français et 1 est bilingue (allemand/français).
| Nom             | Chef-lieu          | Langue(s) officielle(s) | Communes | Population (2007) | Superficie (km²) | Densité (hab./km²) |
| --------------- | ------------------ | ----------------------- | -------- | ----------------- | ---------------- | ------------------ |
| Aarberg         | Aarberg            | Allemand                | +12,     | +033 564,         | +152,61          | +0219,93           |
| Aarwangen       | Aarwangen          | Allemand                | +24,     | +041 305,         | +154,01          | +0268,11           |
| Berne           | Berne              | Allemand                | +13,     | +237 508,         | +233,27          | +1 018,17          |
| Bienne          | Bienne             | Allemand / français     | +02,     | +051 363,         | +024,91          | +2 061,94          |
| Büren           | Büren an der Aare  | Allemand                | +14,     | +022 178,         | +087,55          | +0253,32           |
| Berthoud        | Berthoud           | Allemand                | +24,     | +045 566,         | +197,25          | +0231,01           |
| Courtelary      | Courtelary         | Français                | +18,     | +022 304,         | +266,08          | +0083,82           |
| Cerlier         | Cerlier            | Allemand                | +12,     | +010 683,         | +084,72          | +0126,01           |
| Fraubrunnen     | Fraubrunnen        | Allemand                | +27,     | +038 380,         | +123,81          | +0309,99           |
| Frutigen        | Frutigen           | Allemand                | +07,     | +018 553,         | +489,31          | +0037,92           |
| Gessenay        | Gessenay           | Allemand                | +03,     | +008 538,         | +240,91          | +0035,44           |
| Interlaken      | Interlaken         | Allemand                | +23,     | +037 988,         | +677,93          | +0056,04           |
| Konolfingen     | Konolfingen        | Allemand                | +30,     | +057 028,         | +213,53          | +0267,07           |
| La Neuveville   | La Neuveville      | Français                | +05,     | +006 104,         | +059,            | +0103,46           |
| Laupen          | Laupen             | Allemand                | +11,     | +014 414,         | +087,75          | +0164,26           |
| Moutier         | Moutier            | Français                | +26,     | +022 966,         | +216,64          | +0106,01           |
| Nidau           | Nidau              | Allemand                | +25,     | +040 599,         | +088,02          | +0461,25           |
| Niedersimmental | Wimmis             | Allemand                | +09,     | +021 688,         | +305,47          | +0070,91           |
| Oberhasli       | Meiringen          | Allemand                | +06,     | +007 896,         | +551,19          | +0014,33           |
| Obersimmental   | Zweisimmen         | Allemand                | +04,     | +008 013,         | +334,01          | +0023,99           |
| Schwarzenburg   | Schwarzenburg      | Allemand                | +04,     | +010 026,         | +156,98          | +0063,87           |
| Seftigen        | Seftigen           | Allemand                | +26,     | +036 400,         | +189,48          | +0192,1            |
| Signau          | Signau             | Allemand                | +09,     | +024 206,         | +320,11          | +0075,62           |
| Thoune          | Thoune             | Allemand                | +26,     | +091 537,         | +266,79          | +0343,11           |
| Trachselwald    | Trachselwald       | Allemand                | +10,     | +023 330,         | +191,13          | +0122,06           |
| Wangen          | Wangen an der Aare | Allemand                | +25,     | +026 992,         | +128,71          | +0209,71           |
| Total           |                    |                         | 395      | 959 129           | 5 841            | 164,20             |

Le canton s'étend également sur une partie des lacs de Bienne (38,89 km²), Brienz (29,72 km²), Neuchâtel (1,94 km²) et Thoune (47,72 km²) qui n'appartient à aucun district (ou aucune commune) ; le total de superficie mentionné dans le tableau la prend en compte.